# Предњи мозак
У анатомији мозга кичмењака, предњи мозак или прозенцефалон је рострални (напред) део мозга. Предњи мозак (просенцефалон), средњи мозак (месенцефалон) и задњи мозак (ромбенцефалон) су три примарне мождане везикуле током раног развоја нервног система. Предњи мозак контролише телесну температуру, репродуктивне функције, исхрану, спавање и испољавање емоција.
Предњи мозак (просенцефалон) се састоји од великог мозга (теленцефалон) и међумозга (диенцефалон).
У фази пет везикула, предњи мозак се одваја на диенцефалон (таламус, хипоталамус, субталамус и епиталамус) и теленцефалон који се развија у велики мозак. Велики мозак се састоји од мождане коре, основне беле материје и базалних ганглија.
Код људи, до 5 недеља у материци, видљив је као један део према предњем делу фетуса. У 8 недеља у материци, предњи мозак се дели на леву и десну мождану хемисферу.
Када ембрионални предњи мозак не успе да подели мозак на два режња, то доводи до стања познатог као холопрозенцефалија.